# 屈斯蒂讷
屈斯蒂讷（法語：Custines，法語發音：[kystin]）是法国默尔特-摩泽尔省的一个市镇，位于该省南部，摩澤爾河右岸，属于南锡区。

## 地理
屈斯蒂讷（48°47'31"N, 6°8'33"E）面积11.76 平方千米，位于法国大東部大區默尔特-摩泽尔省，该省份为法国东北部内陆省份，是洛林的一部分，北邻比利时、卢森堡，北起顺时针与摩泽尔省、下莱茵省、孚日省和默兹省接壤。
与屈斯蒂讷接壤的市镇（或旧市镇、城区）包括：贝洛、布克西耶尔欧达姆、福村、弗鲁阿尔、马勒卢瓦、马尔巴什、米勒里、蓬佩。

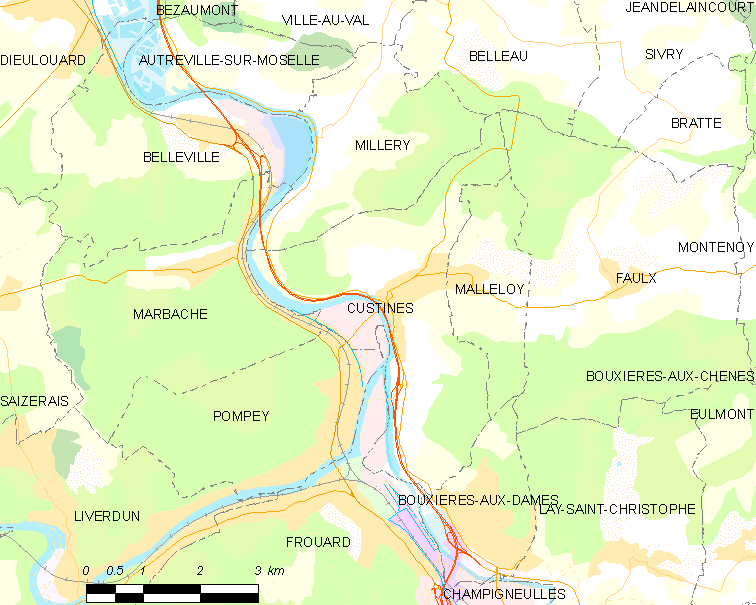
屈斯蒂讷的OSM定位图

屈斯蒂讷的时区为UTC+01:00、UTC+02:00（夏令时）。

## 行政
屈斯蒂讷的邮政编码为54670，INSEE市镇编码为54150。

## 政治
屈斯蒂讷所属的省级选区为塞耶-默尔特河间县。

## 人口

1962-2008年间屈斯蒂讷人口变化图示

屈斯蒂讷于2022年1月1日时的人口数量为3095人。